# Жуарез де Соуза Тейшейра
Жуарез де Соуза Тейшейра (порт. Juarez de Souza Teixeira, нар. 25 вересня 1973, Сан-Паулу) — бразильський футболіст, що грав на позиції захисника.

## Ігрова кар'єра
У дорослому футболі дебютував 1992 року виступами за команду клубу «Португеза Деспортос», в якій провів два сезони.
1994 року відправився до Швейцарії, дн спочатку недовго захищав кольори клубу «Івердон Спорт», після чого того ж року перейшов у «Серветт». Відіграв за женевську команду наступні п'ять сезонів своєї ігрової кар'єри. Більшість часу, проведеного у складі «Серветта», був основним гравцем захисту команди і допоміг їй виграти національний чемпіонат у 1999 році.
1999 року Жуарез перебрався до Італії, де став виступати за «Лечче», у складі якого за три сезони провів 78 ігор у Серії А. Коли 2002 року його команда вилетіла з вищого дивізіону, він перейшов до новачка Серії А «Комо», але і з цією командою 2003 року він вилетів до Серії Б. Згодом з 2003 по 2005 рік грав за «Болонью», і з цією командою 2005 року теж не зумів врятуватись від вильоту з вищого дивізіону. До того протягом першої половини 2004 року на правах оренди виступав за «Сієну», зігравши 13 ігор у Серії А.
Завершив професіональну ігрову кар'єру в «Удінезе», за яке виступав протягом сезону 2005/06 років, зігравши через травму лише 5 ігор у Серії А.

## Виступи за збірні
Залучався до складу молодіжної збірної Бразилії, з якою став переможцем молодіжного чемпіонату Південної Америки 1992 року в Колумбії та молодіжного чемпіонату світу 1993 року в Австралії.

## Досягнення
- Чемпіон світу (U-20): 1993
- Чемпіон Південної Америки (U-20): 1992
- Чемпіон Швейцарії (1): 1998/99.